# Onze-Lieve-Vrouwkapel (Kokejane)
De Onze-Lieve-Vrouwkapel is een kapel ter ere van Onze-Lieve-Vrouw in Kokejane, een gehucht van de Vlaams-Brabantse gemeente Herne. De kapel is gelegen aan een rondpunt op de hoek van de Steenweg op Asse en de Romeinsebaan naast de vroegere herberg In het Zwarte Paard. Het gebouwtje is eigendom van de gemeente Herne.

## Historiek
Volgens historische documenten uit de 15e eeuw zou de kapel dateren van 1475 en behoort daardoor tot een van de oudste privékapellen in het Pajottenland. Volgens het opschrift op de gevel werd het gebedshuis in 1843 gerestaureerd:
Notre Dame de Grace
Prie Pour Nous
1843
De kapel staat aangeduid op 19e-eeuwse kaarten met ‘Clle de Coquejane’. 

## Architectuur
De kamerkapel is opgetrokken in baksteen en volledig witgepleisterd met imitatievoegen. Het geknikt zadeldak is bedekt met blauwe pannen. De gotische ingangsdeur met geldgleuf is spitsboogvormig en onderaan omlijst met witgepleisterde negblokken. Erboven bevindt zich het geschilderde opschrift. In de zijgevels zit een rechthoekige raamopening met diefijzer.  
In het bepleisterde interieur staat in de abside een gemetseld altaar met daarop een Onze-Lieve-Vrouwbeeld met langs weerszijden een Christuskruis opgehangen aan de muur. De ruimte is gevuld met stoelen en aan de muren hangen oude foto’s van de kapel.  
De brievenbus van de post die aan de voorgevel van de kapel bevestigd was, is vervangen door een exemplaar op een paal dat nu naast de kapel staat. Links ervan bevindt zich een recent geplaatst houten staakkapelletje dat dienst doet als boekenruilkast.  